# Eurystomus orientalis

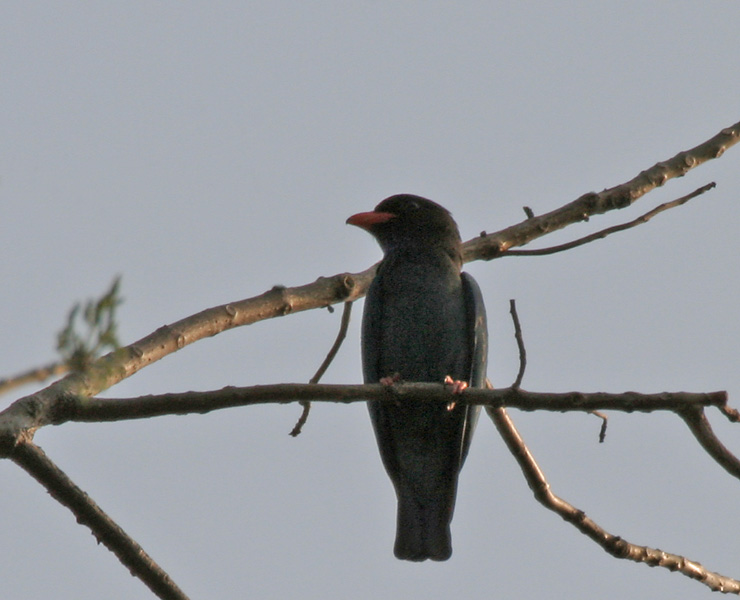
En Jayanti, Reserva de Tigres Buxa, Jalpaiguri, distrito de Bengala Occidental, India.

La carraca oriental (Eurystomus orientalis)  es un ave coraciiforme de la familia Coraciidae presente desde Corea, en Asia Oriental hasta el norte de Australia.

## Características
Mide hasta 30 cm de largo, y tiene un color azul verdoso, la cabeza más oscura, el pico y las patas rojo anaranjados. En inglés es llamada dollarbird porque tiene una mancha azul característica con forma de un dólar en sus alas. Los jóvenes tienen el pico más oscuro que se vuelve más anaranjado cuando maduran.

## Historia natural
Es un ave insectívora con preferencia por los escarabajos, y a menudo caza al vuelo. Es más común observarla sola con su silueta erguida característica posada en una rama desnuda alta en los árboles, desde donde se lanza a atrapar insectos, volviendo a su percha luego de unos pocos segundos.

## Subespecies
Se conocen 11 subespecies de Eurystomus orientalis :
- Eurystomus orientalis abundus - del Himalaya hasta China, Manchuria y Corea; invernante hasta Indonesia.
- Eurystomus orientalis deignani - norte de Tailandia; invernante hasta Malasia, Sumatra, Borneo y Java.
- Eurystomus orientalis orientalis - del sur del Himalaya hasta el Sudeste Asiático, islas Ryukyu y archipiélago Indonesio.
- Eurystomus orientalis gigas - sur de las islas Andamán.
- Eurystomus orientalis oberholseri - Isla Simeulue.
- Eurystomus orientalis connectens -  sur de Célebes, Islas Sula y Islas menores de la Sonda.
- Eurystomus orientalis latouchei - noreste de China.
- Eurystomus orientalis waigiouensis - Nueva Guinea, islas del oeste de Papúa, archipiélagos D'Entrecasteaux y Louisiade.
- Eurystomus orientalis pacificus - norte y este de Australia; invernante hasta Nueva Guinea, sur de las Molucas e islas adyacentes.
- Eurystomus orientalis crassirostris - archipiélago Bismarck.
- Eurystomus orientalis solomonensis - Isla Feni, islas Salomón.